# Georg Baur (Maler)
Georg Baur (* 1572 in Tübingen; † 1635 in Straßburg) war ein württembergischer Maler, der in Tübingen wohnhaft und tätig war. Er war später auch Bürgermeister sowie Landschaftsabgeordneter von Tübingen.

## Leben
Georg Baur war der älteste Sohn des Tübinger Bürgers Adam Baur und seiner Frau Christina geb. Waiblinger. Sein Großvater Caspar lebte in „Ötingen“ (vermutlich Oettingen). 1594 heiratete Baur in Stuttgart Lucretia Dorn, die Witwe des Stuttgarter Malers Hans Dorn, wohl um sich in Tübingen niederlassen zu können, wie Werner Fleischhauer vermutet.
Über seine Tätigkeit als Maler gibt es in den Urkunden nur spärliche Angaben zu handwerklichen Aufträgen. 1594 oder kurz danach dekorierte Baur zusammen mit Apelles Schickhardt den Erker des Tübinger Rathauses. 1617 bemalte er zusammen mit Conrad Welber den neu nach Plänen von Heinrich Schickhardt gebauten Neptunbrunnen (mit der Neptunfigur von Georg Müller) auf dem Marktplatz.
Baur malte jedoch sicherlich auch Porträts, wie aus seiner Beteiligung (zusammen mit Jacob Ramsler, Hans Philipp Greter und Conrad Melperger) am Protest von 1611 gegen die Tätigkeit von Hans Ulrich Alt in Tübingen hervorgeht, doch über diese Porträts ist nichts bekannt.
Nach dem Tod seiner ersten Frau Lucretia heiratete Baur 1606 M. Salome Broll, eine Tochter des Pfarrers Jakob Broll in Magstadt.
Die Familie hatte offenbar einen guten Ruf. Sein jüngerer Bruder Hans heiratete 1607 sogar eine Adlige (Ursula Brümlin von Ofterdingen). Offenbar dank dem guten Ruf fängt Ende der zweiten Dekade des 17. Jahrhunderts seine öffentliche Karriere an. Man kann annehmen, dass er ab diesem Zeitpunkt nicht mehr malte. 1619 wurde Baur Gerichtsverwandter und Mitglied des Engeren Ausschusses der Landschaft. Es ist dabei überraschend, dass er gleich zum Gericht und nicht – wie das üblich war – zum Rat gewählt wurde. 1621 wurde er zusätzlich Landschaftsabgeordneter und 1623 Bürgermeister von Tübingen.
1625 wurde er – zusammen mit Jacob Ramsler – mit einem Gutachten beauftragt, festzustellen, ob der Hafner und Bildhauer Abraham Burckhardt II. entsprechende Berufsqualifikation für die Niederlassung in Tübingen besaß.
1634, nach der verlorenen Schlacht bei Nördlingen, verlor er das Amt des Gerichtsverwandten und des Bürgermeisters und verließ Tübingen. Er fand – ähnlich wie Herzog Eberhard III. – Zuflucht in Straßburg, wo er aber bereits im folgenden Jahr starb.